# Alberto Lysy
Alberto Lysy (Ciudad de Buenos Aires, 11 de febrero de 1935 - Lausana, Suiza, 30 de diciembre de 2009) fue un violinista y director de orquesta argentino de trascendencia internacional, fundador de la famosa agrupación camarística Camerata Bariloche.

## Biografía
Uno de los músicos más notables que dio Argentina, especializado en música barroca.
Estudió en la Silver School de Londres y fue discípulo de Ljerko Spiller y Yehudi Menuhin, fue el primer argentino en obtener un premio en el concurso internacional Reina Elisabeth de Bruselas en 1955 donde entabló entrañable amistad con Menuhin quien lo tomó como único discípulo y le enseñó en su academia de Gstaad, donde conocería a Pablo Casals, Nadia Boulanger y Benjamin Britten. Menuhin le obsequió el violín Guarnerius de 1742 que tocaba.
Lysy organizaba Festivales de Música de Cámara de Buenos Aires con participación de músicos argentinos y extranjeros. Varios de estos músicos, viajaban a Bariloche para servir de docentes en las jornadas de perfeccionamiento musical que se desarrollaban en el camping musical en Bariloche. Hacia 1967 Lysy, organiza una serie de ensayos con dichos músicos en la sede de la Fundación Bariloche, en una casona llamada Soria Moria ubicada en la zona de Villa Llao Llao, y el conjunto autodenominado Camerata Bariloche realiza su primer concierto en la Biblioteca Sarmiento de Bariloche el 17 de septiembre de 1967.
Fue dirigido por directores como Pierre Boulez, Colin Davis, Adrian Boult e Igor Markevitch, y fue solista con orquestas como la Filarmónica de Nueva York, la Sinfónica Nacional de Washington, la Sinfónica de Londres, la Filarmónica de Londres, la RAI de Roma y la Filarmónica de Ámsterdam. Actuó en el Concertgebouw de Ámsterdam, el Queen Elizabeth Hall de Londres y el Victoria Hall de Ginebra, y realizó extensas giras por los Estados Unidos, la ex Unión Soviética, China y Japón.
Fundó en 1971 la Camerata Lysy, y posteriormente la  Academia Internacional Yehudi Menuhin y el Festival de Cariló.
Creó el Festival Delle Nazioni en Cittá di Castello y el Festival Internacional Pontino en Italia, los Recontres Musicales en Blonay, Suiza y el Festival Lysy en Argentina.
Fue reconocido por la Fundación Konex con el Premio Konex de Platino en 1989 y en 1999 con el Diploma al Mérito. En el 2006 recibió el premio Stradivari International Pedagogical.